# Richard Widmark
Richard Widmark (Sunrise (Minnesota), 26 december 1914 – Roxbury (Connecticut), 24 maart 2008) was een Amerikaans acteur.
Widmark brak door met zijn debuutrol als Tommy Udo in de film Kiss of Death uit 1947. Voor deze rol werd hij genomineerd voor een Academy Award voor Beste Mannelijke Bijrol. Verder speelde hij noemenswaardige rollen in Night and the City, The Alamo, Judgment at Nuremberg en How the West Was Won.
Gedurende de jaren 70 en 80 vertolkte hij ook rollen in bekende films als Murder on the Orient Express (1974), Rollercoaster (1977), Coma (1978) en Against All Odds (1984).
Zijn laatste werk was een voice-over voor de televisiefilm Lincoln uit 1992.
Widmark was eerste getrouwd met Jean Hazlewood; van 5 april 1952 tot haar dood op 2 maart 1997. Uit het huwelijk met Hazlewood werd een dochter geboren. Hij trouwde in september 1999 met Susan Blanchard, en bleef bij haar tot zijn dood.
Richard Widmark overleed thuis op 93-jarige leeftijd als gevolg van een val in 2007, die hij niet te boven kwam.

## Filmografie
| - 1947 - Kiss of Death - 1948 - The Street with No Name - 1948 - Road House - 1948 - Yellow Sky - 1949 - Down to the Sea in Ships - 1949 - Slattery's Hurricane - 1950 - Night and the City - 1950 - Panic in the Streets - 1950 - No Way Out - 1950 - Halls of Montezuma - 1951 - The Frogmen - 1952 - Red Skies of Montana - 1952 - Don't Bother to Knock - 1952 - O. Henry's Full House - 1952 - My Pal Gus - 1953 - Destination Gobi - 1953 - Pickup on South Street - 1953 - Take the High Ground! - 1954 - Hell and High Water - 1954 - Garden of Evil - 1954 - Broken Lance - 1955 - A Prize of Gold - 1955 - The Cobweb - 1956 - Backlash - 1956 - Run for the Sun - 1956 - The Last Wagon - 1957 - Saint Joan - 1957 - Time Limit - 1958 - The Law and Jake Wade - 1958 - The Tunnel of Love - 1959 - The Trap | - 1959 - Warlock - 1960 - The Alamo - 1961 - The Secret Ways - 1961 - Two Rode Together - 1961 - Judgment at Nuremberg - 1962 - How the West Was Won - 1964 - The Long Ships - 1964 - Flight from Ashiya - 1964 - Cheyenne Autumn - 1965 - The Bedford Incident - 1966 - Alvarez Kelly - 1967 - The Way West - 1968 - Madigan - 1969 - A Talent for Loving - 1969 - Death of a Gunfighter - 1970 - The Moonshine War - 1974 - Murder on the Orient Express - 1976 - To the Devil a Daughter - 1976 - The Sell-Out - 1977 - Twilight's Last Gleaming - 1977 - The Domino Principle - 1977 - Rollercoaster - 1978 - Coma - 1978 - The Swarm - 1979 - Bear Island - 1982 - National Lampoon Goes to the Movies - 1982 - Hanky Panky - 1982 - Who Dares Wins - 1984 - Against All Odds - 1991 - True Colors - 1996 - Wild Bill: Hollywood Maverick (documentaire) |

Korte projecten:
- 1951 - Screen Snapshots: Hopalong in Hoppy Land
- 1952 - Screen Snapshots: Hollywood Night Life
- 1955 - 1955 Motion Picture Theatre Celebration
- 1970 - Shooting the Moonshine War

- Biblioteca Nacional de España: XX4579619
- Bibliothèque nationale de France: cb122415785 (data)
- Catàleg d'autoritats de noms i títols de Catalunya: 981058510084806706
- Gemeinsame Normdatei: 118917137
- International Standard Name Identifier: 0000 0001 2132 0036
- Library of Congress Control Number: n85040587
- Nationale Bibliotheek van Tsjechië: xx0076805
- Nationale bibliotheek van Australië: 43233488
- Nationale Bibliotheek van Israël: 987007452974805171
- Nationale Bibliotheek van Polen: a0000001802143
- Nederlandse Thesaurus van Auteursnamen: 073362557
- LIBRIS: 294325
- SNAC: w6t72m8g
- Système universitaire de documentation: 031142303
- Trove: 1458938
- Virtual International Authority File: 49280025
- WorldCat: E39PBJjddvMtRh4dq7ky9hQjG3